# Kingdoms Disdained
Kingdoms Disdained deveti je studijski album američkog death metal-sastava Morbid Angel objavljen 1. prosinca 2017. godine, a objavila ga je diskografska kuća Silver Lining Music. Prvi je album od albuma Heretic s pjevačem i basistom Steveom Tuckerom i prvi s bubnjarom Scottom Fullerom.

## Popis pjesama
Tekstovi: Steve Tucker, glazba: Trey Azagthoth (osim pjesme 4., 8., 10.; autori: Tucker i Scott Fuller)
1. "Piles of Little Arms" – 3:44
2. "D.E.A.D." – 3:01
3. "Garden of Disdain" – 4:25
4. "The Righteous Voice" – 5:03
5. "Architect and Iconoclast" – 5:44
6. "Paradigms Warped" – 3:59
7. "The Pillars Crumbling" – 5:06
8. "For No Master" – 3:29
9. "Declaring New Law (Secret Hell)" – 4:21
10. "From the Hand of Kings" – 4:02
11. "The Fall of Idols" – 4:49

## Zasluge
Morbid Angel
- Scotty Fuller – bubnjevi
- Trey Azagthoth – gitara
- Steve Tucker – vokal, bas-gitara

Ostalo osoblje
- Vadim – glavna gitara (pjesma 9.)
- Ken Coleman – omot
- Alan Douches – mastering
- Charlene Tupper – slike
- Erik Rutan – produkcija, inženjer zvuka, mix